# America First Policy Institute
Das America First Policy Institute (AFPI) ist eine 501(c)(3)-Non-Profit-Organisation und Denkfabrik, die im Jahr 2021 gegründet wurde, um die politische Agenda des ehemaligen US-Präsidenten Donald Trump zu fördern. Die Gründer waren Brooke Rollins, die als Präsidentin und Geschäftsführerin fungiert und zuvor amtierende Direktorin des United States Domestic Policy Council unter Trump war, sowie Larry Kudlow, der als stellvertretender Vorsitzender fungiert und zuvor als Direktor des National Economic Council unter Trump tätig war. Die Vorsitzende im Aufsichtsrat der Organisation ist Linda McMahon, die früher als Administratorin der Small Business Administration unter Trump und dann als Vorsitzende von America First Action, einem Pro-Trump-Super-PAC, tätig war.
Laut Politico wird die Gruppe oft als „Weißes Haus im Wartestand“ bezeichnet. Die Denkfabrik hat ihre Vision beschrieben: die Schaffung von Arbeitsplätzen und Senkung der Arbeitslosigkeit, die Ausweitung von erschwinglichem Wohnraum, die Reduzierung der Bürokratie, die Bekämpfung von Kriminalität und illegaler Einwanderung, die Verabschiedung von Amtszeitbeschränkungen für Kongressabgeordnete und die Beendigung von Kriegen im Ausland und der Abhängigkeit von China. Im Jahr 2023 hatte die AFPI 172 Mitarbeiter, darunter acht ehemalige Kabinettssekretäre der ersten Trump-Regierung.
Das Institut legt seine Spender nicht offen und hat sich mit Lobbyisten getroffen, die sich erhoffen, ihre politische Agenda zu beeinflussen. Trump hat Spenden für die Gruppe gesammelt und sein Save America PAC dem Institut eine Million Dollar gespendet.
Das AFPI hat ein Projekt für einen Regierungswechsel und die Einsetzung einer zweiten Trump-Regierung erarbeitet, das als Konkurrenz zum Projekt 2025 der Heritage Foundation angesehen wird.

## Agenda
Laut dem Reporter der New York Times, Ken Bensinger, beinhalten die wichtigsten politischen Vorschläge aus dem AFPI-Politikbuch „The America First Agenda“ die Abschaffung der meisten Schutzmaßnahmen im öffentlichen Dienst für Bundesbedienstete, die eine fristlose Entlassung ohne Berufung ermöglichen, die Ausweitung der inländischen Öl- und Gasförderung sowie die Wiederaufnahme des Baus der Keystone-Pipeline; die Einführung von Ultraschalluntersuchungen und obligatorischen Wartezeiten vor Abtreibungen sowie die Beendigung der Bundesfinanzierung für Organisationen wie Planned Parenthood; die Ablehnung von Gesetzen, die den Waffenbesitz für Hochrisikopersonen einschränken; und die Unterstützung der bundesweiten Gegenseitigkeit für verdeckte Tragegenehmigungen, die es ermöglichen, dass eine Genehmigung aus einem beliebigen Staat zum verdeckten Tragen von Waffen in allen 50 Staaten berechtigt. Zu den weiteren politischen Vorschlägen gehören die Einführung von Importzöllen, die Senkung von Unternehmenssteuern, der Schutz der „Religionsfreiheit“, die Rücknahme von Klimaschutzmaßnahmen und der Ausstieg aus dem Pariser Klimaabkommen, die Ablehnung von Transgender-Rechten, die Einführung von Arbeitsanforderungen für Medicaid und die Begrenzung der Beteiligung der USA an globalen Konflikten. Er schlägt vor, die Einwanderung zu beschränken, indem die Mauer an der Grenze zwischen den USA und Mexiko fertiggestellt wird, die Mittel für Grenzbeamte aufgestockt werden und legale Einwanderungsprogramme wie familienbasierte Visa und die Visalotterie beendet werden.